# Tito Agosti
Tito Agosti (Morrovalle, 19 agosto 1889 – Roma, 27 gennaio 1946) è stato un generale italiano.
Ufficiale di Cavalleria pluridecorato del Regio Esercito, prese parte alla conquista della Libia, alla prima e alla seconda guerra mondiale e anche alla guerra d'Etiopia. Dopo l'Armistizio dell'8 settembre 1943 aderì alla Repubblica Sociale Italiana ricoprendo il ruolo di Comandante della 2ª Divisione Granatieri "Littorio". Catturato nel 1945, accusato di crimini guerra si suicidò l'anno successivo poiché non intendeva farsi processare da coloro che considerava traditori. La sua tomba si trova al cimitero del Verano a Roma.

## Biografia
Nacque a Morrovalle, in provincia di Macerata, il 19 agosto 1889, figlio di Felice e Palmira Garzoglio, si arruolò giovanissimo nel Regio Esercito per diventare sottotenente il 19 maggio 1912. Prese brevemente parte alla Guerra italo-turca, combattendo poi durante la Prima Guerra Mondiale in cui fu promosso al grado di capitano il 23 agosto 1917, ed insignito di una Medaglia d'Argento al Valor Militare per il combattimento sostenuto tra Torre di Zuino e Cervignano il 4 novembre 1918.
Nel 1925-1926, col grado di capitano, fu comandante di compagnia del 13º Battaglione eritreo, partecipando alla conquista dell'Oltregiuba e della Migiurtinia in Somalia.
Durante il Ventennio aderì al Fascismo e partecipò alla Guerra d'Etiopia, comandando dapprima il Gruppo Squadroni di Cavalleria Coloniale "Penne di Falco" e poi il III Gruppo Bande Armate della Somalia nel fronte di Harar, meritandosi una Medaglia di Bronzo al Valor Militare e due promozioni, la prima a tenente colonnello (31 dicembre 1935) e quindi a colonnello per meriti eccezionali. Al termine del conflitto fu decorato con una seconda Medaglia d'Argento al Valor Militare.
Partecipò alla Seconda guerra mondiale combattendo in Africa Orientale Italiana. A lui venne assegnata la difesa del fronte di Sciasciamanna, nello scacchiere Sud del Galla e Sidama: riuscì a far ritirare le truppe rimanenti dopo il sanguinoso combattimento del Dadaba, subendo continui attacchi da migliaia di ribelli arussi, via via sostenuti dalla popolazione locale. Il 19 maggio 1941 venne fatto prigioniero dagli inglesi dopo aver combattuto fino "al limite delle umane possibilità" come ordinato dal Comando Supremo, e fu insignito della Croce di Cavaliere dell'Ordine militare di Savoia il 1º agosto 1941, e successivamente di una terza Medaglia d'Argento al Valor Militare.
Rimpatriato in quanto ferito, dopo l'armistizio dell'8 settembre 1943 aderì alla Repubblica Sociale Italiana in data 18 dello stesso mese col grado di generale di divisione dell'arma di cavalleria. Gli venne affidato il comando della 2ª Divisione Granatieri "Littorio" che si stava addestrando in Germania nel campo di Münsingen, e che il 18 luglio 1944 ricevette la visita di Benito Mussolini e del maresciallo d'Italia Rodolfo Graziani. Rientrata in Italia, in un primo tempo la sua divisione venne posizionata a ridosso della Linea gotica, ma, successivamente, fu rischierata sul fronte occidentale dove, fra il colle di Tenda e il Piccolo San Bernardo, sostenne alcuni combattimenti contro le truppe franco-statunitensi. Il 27 aprile 1945, quando l'unità era ancora in possesso di alcuni territori francesi, egli emise l'ordine di scioglimento della divisione, venendo poi catturato dagli Alleati. Rinchiuso successivamente nel campo di concentramento di Coltano, fu accusato di aver commesso crimini di guerra. Mentre si trovava rinchiuso nel carcere militare di Forte Boccea a Roma, però, preferì suicidarsi piuttosto che essere giudicato da una giuria che egli riteneva "parziale e traditrice".
Parlando di lui, Adolfo Beria di Argentine disse che "il suo comportamento esemplare fu ignorato da tutti: Alleati, Resistenza, Movimento Sociale Italiano".

### Annotazioni
1. ↑  Comandante di colonna, in varie fasi di un lungo periodo operativo sosteneva vittoriosamente sanguinosi combattimenti contro forti formazioni ribelli, confermando eminenti doti di valore, intuito tattico e di comando., Regio Decreto 26 luglio 1938-XVI, registrato alla Corte dei Conti il 9 settembre 1938, registro 25, foglio 127.

### Fonti
1. ↑  https://italianiinguerra.com/2019/01/27/io-non-permettero-che-una-banda-di-traditori-mi-processi-il-suicidio-del-generale-tito-agosti/comment-page-1/
2. 1 2 3 4 5  Romano 1998, p. 37.
3. ↑  Carlotti 1996, p. 396.
4. ↑  Rocco 1998, p. 40.
5. ↑  Rocco 1998, p. 41.
6. ↑  Registrato alla Corte dei Conti lì 21 novembre 1938, registro 29 Africa Italiana, foglio 393.
7. ↑  Registrato alla Corte dei Conti il 8 dicembre 1954, Esercito registro 53, foglio 139.
8. ↑  Gazzetta Ufficiale del Regno d'Italia n.240 del 16 ottobre 1931.